# Peter Julius Coyet

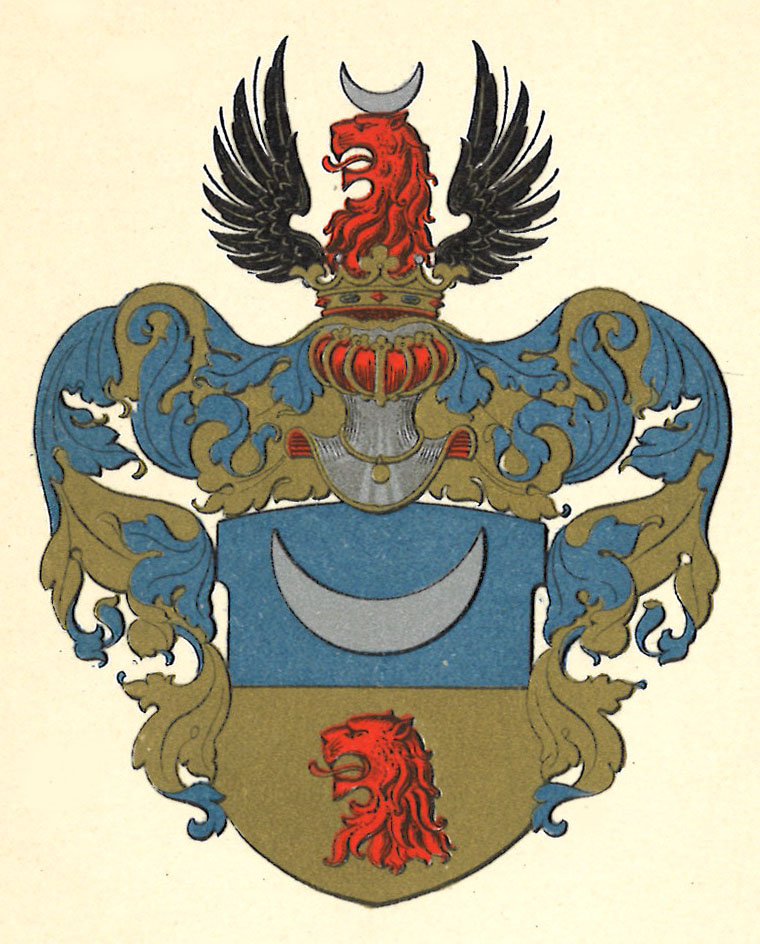
Wappen Coyet.

Peter Julius Coyet, auch Coijet, (* 1. Februar 1618 in Stockholm; † 11. Juni 1667 in Breda) war einer der bedeutendsten schwedischen Diplomaten seiner Zeit.

## Leben
Die Familie wanderte wahrscheinlich um 1569 aus Flandern nach Schweden aus. Der Vater Gillis Coijet oder Julius Coyet der Jüngere († 1634) war Goldschmied und Münzmeister. Die Mutter Catharina von Steinberg war die Tochter des Stockholmer Kaufmanns und Goldschmiedes Johann von Steinberg. Peter besuchte das Athenaeum Illustre in Amsterdam und studierte ab 1637 an der Universität Leiden. Nachdem er dort 1639 disputiert hatte, wurde er in der Kanzlei des Statthalters Friedrich Heinrich angestellt. 1643 reiste er nach Schweden. 1647 wurde er Referendar in der königlichen Kanzlei und reiste als Sekretär mit einer Gesandtschaft nach Moskau. 1649 wurde er zusammen mit seinem Bruder Fredric Coyet nobilitiert. In Tjurbo Härad in Västmanland wurde er 1650 Häradshövding. 1652 wurde Peter Julius Coyet als Assessor ins Kommerzkollegium aufgenommen und ein Vertrauter des Kollegiumspräsidenten Erik Axelsson Oxenstierna. 1654 reiste er als außerordentlicher Gesandter nach England, wo er Bündnisverhandlungen und Handelsgespräche führte. Insbesondere sollte er für die Nutzung der schwedischen Ostseehäfen für den englischen Handel mit Russland werben. Obwohl die Schweden noch drei weitere Gesandte nach London schickten, kam es zu keiner befriedigenden Einigung mit den englischen Verhandlungspartnern unter Bulstrode Whitelocke. Im Jahr seiner Abreise 1656 wurde er zum Ritter des Hosenbandordens ernannt wurde.
Im selben Jahr wurde Peter Julius Coyet Staatssekretär, begleitete Karl X. Gustav bei dessen Feldzügen während des Zweiten Nordischen Krieges und gehörte verschiedenen Gesandtschaften an. 1657 wurde er zum Hofrat ernannt. Als Bevollmächtigter Schwedens führte er 1658 Vorverhandlungen zum Frieden von Roskilde. Nachdem Karl X. Gustav den Frieden im Sommer 1658 gebrochen hatte, verfasste er ein Schreiben, mit dem er das Handeln seines Königs vor den europäischen Herrscherhäusern rechtfertigen sollte. In den Jahren 1659 und 1660 war er als Gesandter in den Niederlanden, um die Generalstaaten zur Abkehr von der militärischen Unterstützung Dänemarks zu bewegen, was jedoch nicht gelang. Nach weiteren Gesandtschaften wurde er 1666 Kanzleirat und im selben Jahr als Botschafter nach England entsandt. Coyet starb 1667 bei den Friedensverhandlungen in Breda, wo Schweden als Vermittler zwischen den Niederlanden und England auftrat. Sein Leichnam wurde nach Schweden überführt und in der Nikolaikirche in Stockholm beigesetzt.
Peter Julius Coyet heiratete 1645 Catharina Magdalena Leuhusen (1628–1647), die Tochter des Stockholmer Bürgermeisters und Assessors im Kommerzkollegium, Welam Regnersson Leuhusen. Sie starb nach der Geburt des Sohnes Wilhelm Julius Coyet (1647–1709). Mit seiner zweiten Frau Gertrud Hoghusen († 1647), der Tochter eines aus Westfalen eingewanderten Weinhändlers, hatte er fünf Söhne und drei Töchter.